# Mohamed Morsi
Mohamed Mohamed Morsi Isa al-Ayyat (en árabe: محمد محمد مرسي عيسى العياط‎, Muḥammad Muḥammad Mursī ‘Īsá al-‘Ayyāṭ [mæˈħæmmæd mæˈħæmmæd ˈmoɾsi ˈʕiːsæ l.ʕɑjˈjɑːtˤ], Al-Sharqia, 20 de agosto de 1951-El Cairo, 17 de junio de 2019) fue un ingeniero y político egipcio. Inició su mandato como presidente de Egipto el 30 de junio de 2012, siendo el único elegido democráticamente en la historia del país. El 3 de julio de 2013 fue derrocado y encarcelado por un golpe de Estado encabezado por Abdelfatah El-Sisi, comandante en jefe de las Fuerzas Armadas de Egipto. El 16 de septiembre de 2017, el Tribunal de Casación egipcio confirmó de manera definitiva la cadena perpetua por un caso de espionaje relacionado con Catar.
Morsi nació en El Adwah, gobernación de Sharqia, antes de estudiar ingeniería metalúrgica en la Universidad de El Cairo y luego ciencia de los materiales en la Universidad del Sur de California. Se convirtió en profesor asociado en la Universidad Estatal de California, Northridge, de 1982 a 1985 antes de regresar a Egipto para enseñar en la Universidad de Zagazig. Asociándose con la Hermandad Musulmana, que entonces fue inhabilitada para el cargo bajo el presidente Hosni Mubarak, Morsi se presentó como candidato independiente para las elecciones parlamentarias de 2000. Tras la revolución egipcia de 2011, que provocó la dimisión de Mubarak, Morsi pasó a primer plano como jefe del Partido de la Libertad y la Justicia. Se convirtió en el partido más grande en las elecciones parlamentarias de 2011-12 y Morsi fue elegido presidente en las elecciones presidenciales de 2012.
En noviembre de 2012, Morsi emitió una declaración constitucional que le otorgaba autoridad irrestricta y la autoridad para legislar sin necesidad de supervisión o revisión judicial. Esta fue una medida para evitar que los jueces de la era Mubarak se deshicieran de la Segunda Asamblea Constituyente.  La nueva constitución, que fue finalizada apresuradamente por la asamblea constitucional dominada por los islamistas, presentada al presidente y programada para un referéndum antes de que el Tribunal Constitucional Supremo pudiera pronunciarse sobre la constitucionalidad de la asamblea, fue descrita por agencias de prensa independientes no alineadas con el régimen como un "golpe islamista".  Estos problemas junto con las denuncias de enjuiciamiento de periodistas y ataques a manifestantes no violentos, condujeron a las protestas de 2012.  Como parte de un compromiso, Morsi rescindió los decretos.  Una nueva constitución fue aprobada por aproximadamente dos tercios de los votantes en el referéndum, aunque la participación fue inferior a un tercio del electorado.
En junio de 2013, estallaron protestas que pedían la renuncia de Morsi.  Los militares, respaldados por la oposición política y las principales figuras religiosas, intervinieron y depusieron a Morsi en un golpe de Estado. Suspendió la constitución y nombró a Adly Mansour como presidente interino.  Las manifestaciones a favor de Morsi fueron aplastadas, lo que provocó más de 800 muertes. Los fiscales egipcios acusaron entonces a Morsi de varios delitos y solicitaron la pena de muerte, una medida denunciada por Amnistía Internacional como "una farsa basada en procedimientos nulos y sin valor". 

## Juventud y carrera política
Morsi nació en la gobernación de Sharqia, en el norte de Egipto, de modesto origen provinciano, en el pueblo de El Adwah, al norte de El Cairo, el 8 de agosto de 1951 durante los últimos años de la monarquía egipcia. Su padre era agricultor y su madre ama de casa. Era el mayor de cinco hermanos y dijo a los periodistas que recordaba haber sido llevado a la escuela a lomos de un burro.  A finales de la década de 1960, se mudó a El Cairo para estudiar en la Universidad de El Cairo y obtuvo una licenciatura en ingeniería con altos honores en 1975. Cumplió su servicio militar en el ejército egipcio de 1975 a 1976, sirviendo en la unidad de guerra química. Luego reanudó sus estudios en la Universidad de El Cairo y obtuvo una maestría en ingeniería metalúrgica en 1978.  Morsi estudió ingeniería en la Universidad de El Cairo, donde obtuvo su maestría en 1978. Después se doctoró en la Universidad del Sur de California en 1982. Fue profesor adjunto en la Universidad de California en Los Ángeles de 1982 a 1985. En 1985 retornó a Egipto como docente de la Universidad de Zagazig. Sus hijos nacieron en California y son ciudadanos estadounidenses.

### Carrera académica
En 1985, Morsi dejó su trabajo en CSUN y regresó a Egipto, donde se convirtió en profesor en la Universidad de Zagazig, donde fue nombrado jefe del departamento de ingeniería. Morsi fue profesor en el departamento de ingeniería de la Universidad de Zagazig hasta 2010.

### Carrera política
Fue elegido por primera vez al parlamento en 2000. Se desempeñó como miembro del Parlamento de 2000 a 2005, oficialmente como candidato independiente porque técnicamente la Hermandad tenía prohibido presentar candidatos para cargos bajo el presidente Hosni Mubarak. Fue miembro de la Oficina de Orientación de los Hermanos Musulmanes hasta la fundación del Partido Libertad y Justicia en 2011, momento en el que fue elegido por la Oficina de Orientación de los HM como primer presidente del nuevo partido. Mientras ocupaba este cargo en 2010, Morsi afirmó sobre el conflicto palestino-israelí que "la solución de dos Estados no es más que una ilusión inventada por el brutal usurpador de las tierras palestinas". Desde abril de 2011 presidió el Partido Libertad y Justicia, islamista, fundado por los Hermanos Musulmanes tras la revolución egipcia de 2011 que derrocó al presidente Hosni Mubarak.
Morsi condenó los ataques del 11 de septiembre como un "crimen horrendo contra civiles inocentes". Sin embargo, acusó a Estados Unidos de utilizar los ataques del 11 de septiembre como pretexto para invadir Afganistán e Irak, y afirmó que Estados Unidos no había proporcionado “pruebas” de que los atacantes fueran musulmanes. También afirmó que la colisión del avión por sí sola no derribó el World Trade Center, sugiriendo que algo "sucedió desde el interior". Esas opiniones son compartidas por la mayoría de los egipcios, incluidos los liberales egipcios.

### Detención en 2011
Morsi fue arrestado junto con otros 24 líderes de la Hermandad Musulmana el 28 de enero de 2011.  Escapó de la prisión de El Cairo dos días después. La fuga de la prisión de Wadi el-Natroun recibió una amplia cobertura mediática a las pocas horas de que ocurriera, y algunos informes indicaban que los presos políticos fueron liberados de la detención por "bandas armadas" que se aprovechaban del caos de la Revolución egipcia. 
Cuatro años después, Morsi fue juzgado por su papel en la fuga de la prisión. Él y otras 105 personas fueron condenadas a muerte el 16 de mayo de 2015.  El tribunal de casación anuló la condena a muerte impuesta a Morsi y a otras cinco personas y ordenó la repetición de los juicios.

### Campaña presidencial de 2012
En las elecciones presidenciales de Egipto de 2012 participó como candidato de su partido, en sustitución del inhabilitado Jairat El-Shater. Se lo consideró un moderado dentro del movimiento islamista.
La primera vuelta electoral se celebró los días 23 y 24 de mayo de ese año. Ninguno de los candidatos obtuvo la mayoría absoluta, por lo que se celebró una segunda vuelta electoral los días 16 y 17 de junio entre el exministro Ahmed Shafik y Morsi.
Tras la primera ronda de las primeras elecciones presidenciales en Egipto después de Mubarak, donde las encuestas a boca de urna sugirieron una participación del 25,5 por ciento de los votos para Morsi, fue anunciado oficialmente como presidente el 24 de junio de 2012, tras una segunda vuelta posterior.  Los partidarios de Morsi celebraron en la plaza Tahrir de El Cairo y se produjeron estallidos de ira en la conferencia de prensa de las autoridades electorales de Egipto cuando se anunció el resultado. Llegó ligeramente por delante del ex primer ministro de la era Mubarak, Ahmed Shafik, y su campaña se destacó por el carácter islamista de sus acontecimientos.  Desde la ronda inicial de votación del 23 y 24 de mayo de 2012, Morsi había intentado atraer a los liberales políticos y a las minorías, al tiempo que retrataba a su rival Ahmed Shafik como un vestigio de la era de moderación secular de Mubarak. 
El 30 de mayo de 2012, Morsi presentó una demanda contra el presentador de televisión egipcio Tawfiq Okasha, acusándolo de "falsedades intencionales y acusaciones que equivalen a difamación y calumnia". Según el periódico en línea Egypt Independent, filial en inglés del diario egipcio Al-Masry Al-Youm, Okasha pasó tres horas el 27 de mayo de 2012 criticando a los Hermanos Musulmanes y a Morsi en directo. Después de que Okasha transmitiera un video que supuestamente mostraba a extremistas islamistas tunecinos ejecutando a un cristiano mientras preguntaban "¿cómo gobernarán esas personas?", algunos analistas sugirieron que se trataba del partido Hermandad Musulmana de Morsi. El gobierno tunecino caracterizó el vídeo como una farsa en una declaración redactada con dureza.

## Presidencia
Morsi prestó juramento el 30 de junio de 2012, como el primer presidente elegido democráticamente en Egipto. Sucedió a Hosni Mubarak, que dejó vacante el cargo de Presidente de Egipto después de haber sido obligado a dimitir el 11 de febrero de 2011.

### Política nacional
Morsi volvió a convocar al Parlamento en su forma original el 10 de julio de 2012; Se esperaba que esto causara fricciones entre él y los oficiales militares que disolvieron la legislatura.
En un discurso ante sus seguidores en la plaza Tahrir de El Cairo el 30 de junio de 2012, Morsi mencionó brevemente que trabajaría para liberar a Omar Abdel-Rahman, condenado por el atentado contra el World Trade Center de 1993 en la ciudad de Nueva York, junto con los muchos egipcios que fueron condenados. arrestado durante la revolución. Un portavoz de la Hermandad dijo más tarde que la extradición se debía a razones humanitarias y que Morsi no tenía intención de anular las condenas penales de Abdel-Rahman.
En política nacional, Morsi intentó aumentar la influencia del islam en la comunidad egipcia. No obstante, desde el comienzo de su jefatura su portavoz anunció su iniciativa de incluir a una mujer egipcia y copta como miembro de su equipo de la Vicepresidencia.
Entre algunas de sus acciones destacan:
- La redacción de una nueva Constitución a favor de los derechos civiles.[39]
- La propuesta de una nueva ley ─finalmente no llevada a cabo─ que hubiera blindado la figura del presidente ante cualquier desafío legal.[40]
- Forzar la dimisión de varios miembros del Ejército, entre ellos el mariscal Mohamed Hussein Tantawi.[41]
- La mediación entre Israel y Hamás en el marco de la Operación Columna de Nube.[42]

Cabe mencionar que, aunque el parlamento egipcio contaba con cerca de un 45 % de Hermanos Musulmanes, Morsi expresó un tono de tolerancia a la comunidad no musulmana del país. En una entrevista declaró: 

"Creo que los cristianos coptos tienen derechos inherentes. Creo que son parte e integrantes de la estructura de la sociedad egipcia, y lo han sido durante más de 1400 años. Ellos son, sin duda, tan egipcios como yo lo soy, y tienen tanto derecho a esta patria como el que yo tengo...
 Se nos ha ordenado, por Dios Todopoderoso, respetar otras creencias, de la misma manera en que nosotros respetamos la nuestra. Dios todopoderoso concedió a todas las personas el derecho y la libertad de creer. La gente es libre de creer en Dios o no creer, no sólo los musulmanes o los cristianos. Si Dios le dio al pueblo el derecho a la libertad en un asunto tan tremendamente importante, ¡¿qué hay sobre los derechos y las libertades menos significativas?! Es evidente que están garantizados."

### Política exterior
Morsi fue el anfitrión de la cumbre islámica en El Cairo, con la participación de 57 líderes de naciones musulmanas . La declaración insta a un "diálogo sustancial" entre el gobierno sirio y la oposición siria para poner fin a la guerra civil siria.
Morsi otorgó a Ekmeleddin İhsanoğlu, Secretario General de la Organización de Cooperación Islámica (OCI), la Orden del Nilo, que es el premio estatal más prestigioso de Egipto.

#### Mundo Árabe
La primera visita oficial de Morsi al extranjero fue a Arabia Saudita el 11 de julio de 2012. Durante esta visita, Morsi afirmó que tenía la intención de fortalecer los vínculos con la monarquía rica en petróleo, que también mantenía estrechos vínculos con el gobierno de Mubarak. 
Morsi recibió un fuerte apoyo de Catar, que ha mantenido vínculos de larga data con los Hermanos Musulmanes, de los cuales Morsi fue miembro hasta su elección. Catar declaró que proporcionaría a Egipto 2 mil millones de dólares justo cuando Morsi anunció la reorganización del gabinete el 12 de agosto de 2012. Mientras tanto, los inversores de Catar se comprometieron a invertir 10.000 millones de dólares estadounidenses en infraestructura egipcia.
Al mismo tiempo, Morsi enfrentó la oposición de varios líderes árabes, incluido el rey Abdalá II de Jordania, quien describió a Morsi como "sin profundidad" y a la Hermandad Musulmana en Egipto como "un culto masónico" y "lobos con piel de oveja".  Durante el gobierno de Morsi, Jordania también deportó a cientos de trabajadores inmigrantes egipcios en un intento de obtener concesiones políticas de Egipto.

#### Siria
Como firme partidario de las fuerzas de oposición en la Guerra Civil Siria, Morsi asistió a una manifestación islamista el 15 de junio de 2013, donde clérigos salafistas pidieron la yihad en Siria y denunciaron a los partidarios de Bashar al-Ásad como "infieles". Morsi, quien anunció en la manifestación que su gobierno había expulsado al embajador de Siria y cerrado la embajada siria en El Cairo, pidió una intervención internacional en nombre de las fuerzas de oposición en el efecto del establecimiento de una zona de exclusión aérea.
Hasta 100.000 refugiados sirios llegaron a Egipto tras la toma de posesión de Morsi como presidente. El gobierno de Morsi también apoyó a los refugiados sirios que viven en Egipto ofreciéndoles permisos de residencia, asistencia para encontrar empleo, permitiendo que los niños refugiados sirios se matricularan en escuelas públicas y acceso a otros servicios públicos.

### Protestas de noviembre y diciembre de 2012

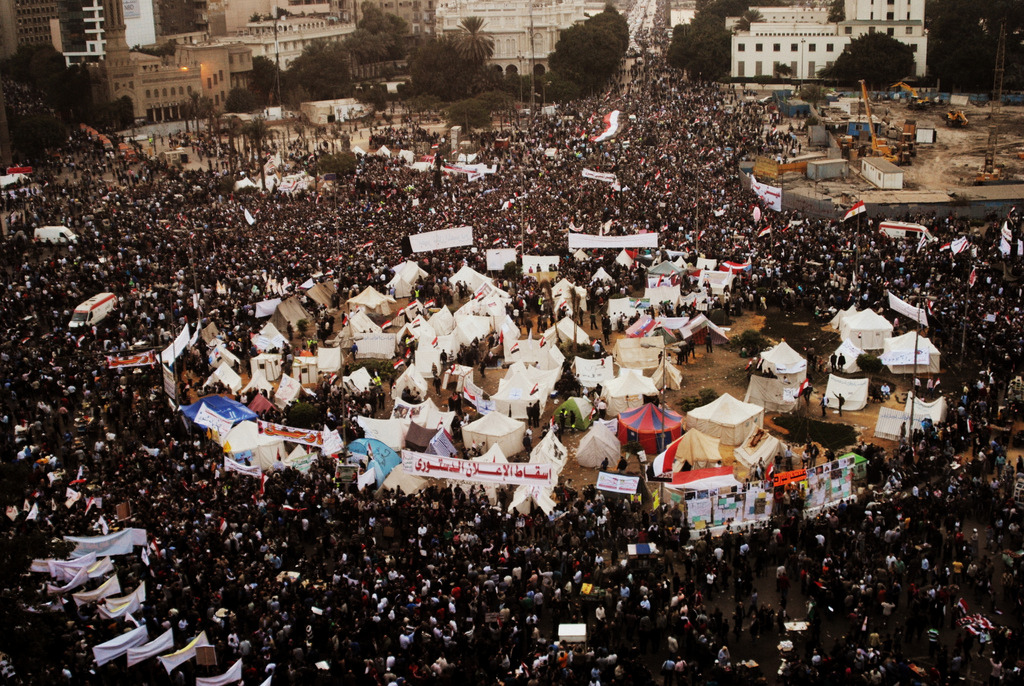
Manifestantes el 27 de noviembre en la plaza Tahrir

El 23 de noviembre estallaron protestas en Egipto, que siguieron hasta diciembre, como respuesta contra la nueva ley que concentraba nuevos poderes en la figura del presidente, contemplando amplios poderes de supervisión e inmunidad legal para su persona.
El decreto fue considerado por sus opositores como «dictatorial»[cita requerida] y estallaron protestas masivas en muchas ciudades de Egipto.

### Golpe de Estado y encarcelación
El 29 de junio de 2013, miles de manifestantes se reunieron en la plaza de la Liberación en el centro de El Cairo, Egipto, para exigir la renuncia inmediata de Morsi. Al día siguiente, el 30 de junio, el número de manifestantes se había incrementado dramáticamente, más de dos millones de manifestantes anti-Morsi salieron a las calles para unirse a las manifestaciones masivas y marchas. En El Cairo, decenas de miles de manifestantes se congregaron en la plaza de la Liberación y frente al palacio presidencial, mientras que otras manifestaciones se llevaron a cabo en las ciudades de Alejandría, Puerto Saíd y Suez. Al mismo tiempo, los seguidores de Morsi realizaron una manifestación en Nasr City, un distrito de El Cairo.
Como reacción a las multitudinarias protestas anti-Morsi que tuvieron lugar en julio de 2013, el jefe de las Fuerzas Armadas de Egipto, Abdul Fatah al-Sisi, emitió el 1 de julio un ultimátum de 48 horas para que el Gobierno del país respondiera a las demandas del pueblo egipcio. El ejército egipcio también amenazó con intervenir si el conflicto no se resolvía entonces.

"Si las demandas de la gente no se cumplen en el periodo definido, entonces corresponderá [a las Fuerzas Armadas] anunciar una hoja de ruta para el futuro"
Abdul Fatah al-Sisi

En un discurso nocturno televisado, Morsi declaró su intención de no dimitir, ya que era "el presidente legítimo", y dijo estar dispuesto a proteger su cargo "con su propia sangre". En cuanto a las protestas, Morsi acusó a los partidarios de Hosni Mubarak de haberlas provocado para derrocar a "la democracia".
El 3 de julio, el día que expiraba el ultimátum, el Ejército se reunió con varias fuerzas políticas del país para trazar una hoja de ruta ante la negativa de Morsi de abandonar su cargo. En la reunión, a la cual la Hermandad musulmana se negó a acudir, estuvieron presentes destacadas figuras de la oposición como Mohamed el-Baradei, el papa copto Teodoro II, el jeque de la Mezquita de Al-Azhar (Ahmed el-Tayeb) y el organizador del movimiento Tamarod, Mahmoud Badr.
En torno a las 17:00 (hora local) el ultimátum del ejército llegó a su fin y, mientras que millones de manifestantes anti-Morsi se congregaban en la plaza Tahrir, los militares tomaron numerosas infraestructuras de El Cairo (la sede de la televisión, puentes, calles...). La residencia presidencial fue rodeada y Morsi fue arrestado y retenido en un lugar incierto.

### Juicios
El 4 de noviembre, casi cuatro meses después de su detención, empezó el juicio contra Morsi que, junto con otros 14 miembros de la Hermandad Musulmana (la cual había sido legalmente disuelta por las nuevas autoridades), estaba acusado de incitar el asesinato de manifestantes durante las Protestas en Egipto de 2012.[cita requerida] Durante la sesión, Morsi se negó a aceptar la autoridad del tribunal y ello provocó enfrentamientos verbales y físicos entre los presos y la defensa y la acusación, lo que obligó al juez a aplazar el juicio hasta el 8 de enero de 2014. El expresidente fue entonces desplazado a la cárcel de Borg El Arab, una prisión de máxima seguridad en mitad del desierto.
Tras su derrocamiento Morsi tuvo cinco procesos abiertos.
El 21 de abril de 2015 fue dictada la primera sentencia de 20 años de cárcel por haber ordenado la intimidación y tortura de decenas de opositores en unos incidentes callejeros sucedidos durante su presidencia, en diciembre de 2012.
El 16 de mayo de 2015, Morsi fue condenado a muerte por el Tribunal Penal de El Cairo acusado de espionaje y de conspirar con milicias extranjeras para asaltar varias cárceles egipcias durante la revolución de enero de 2011, que permitió la liberación de miles de presos entre ellos varios dirigentes de los Hermanos Musulmanes. Según la versión de la policía avalada por el juez, en estos asaltos estaban implicados la milicia palestina Hamás y la libanesa Hezbolá. Morsi se encontraba en la cárcel de Wadi Natrún en ese momento. Por este mismo motivo también fueron condenados a la pena capital otros 105 miembros de los Hermanos Musulmanes. La sentencia recibió el informe (no vinculante) del Gran Muftí de la República, máxima autoridad religiosa de Egipto. Amnistía Internacional ha denunciado que la condena a muerte es «una farsa basada en procedimientos nulos y vacuos». El presidente de Turquía, Recep Tayyip Erdoğan criticó a Egipto y acusó a los países occidentales de hipócritas: «Mientras Occidente abole la pena de muerte, se quedan mirando cómo se sigue condenando a muerte en Egipto».
En junio de 2016, Morsi fue condenado (junto a dos periodistas, juzgados en rebeldía) también a cadena perpetua por pasar secretos de Estado a Catar.
En noviembre de 2016, un tribunal de casación revocó la condena a muerte por espionaje de Morsi y la de otros cinco miembros de los Hermanos Musulmanes. El mismo tribunal revisará dos cargos más por el papel de Morsi en la fuga de la cárcel de enero de 2011 y por el robo de documentos secretos en favor del gobierno catarí.
El 16 de septiembre de 2017, el Tribunal de Casación egipcio confirmó de manera definitiva la cadena perpetua por el caso de espionaje relacionado con Catar. La cadena perpetua equivale en Egipto a 25 años de cárcel.

## Muerte
Durante la celebración de uno de sus juicios, Morsi sufrió el 17 de junio de 2019 un desvanecimiento, y que más tarde murió repentinamente, al parecer de un ataque al corazón.Su abogado informó que a Morsi se le permitió hablar durante siete minutos desde el interior de la caja de cristal antes de que se levantara la sesión. Sus últimas palabras fueron un verso de un poema que decía: "Mi país es querido aunque me oprimiera y mi pueblo es honorable aunque fuera injusto conmigo". Se desplomó un minuto después de que terminara la sesión.

## Sucesión
| Predecesor: Mohamed Hussein Tantawi (Presidente del Consejo Supremo de las Fuerzas Armadas) | Presidente de Egipto 2012-2013 | Sucesor: Adly Mansour (Interino) |